# Nemotice
Nemotice là một làng thuộc huyện Vyškov, vùng Jihomoravský, Cộng hòa Séc.